# Ithytrichia aquila
Ithytrichia aquila är en nattsländeart som beskrevs av Gonzalez och Malicky 1988. Ithytrichia aquila ingår i släktet Ithytrichia och familjen smånattsländor. Inga underarter finns listade i Catalogue of Life.